# Византийский шёлк

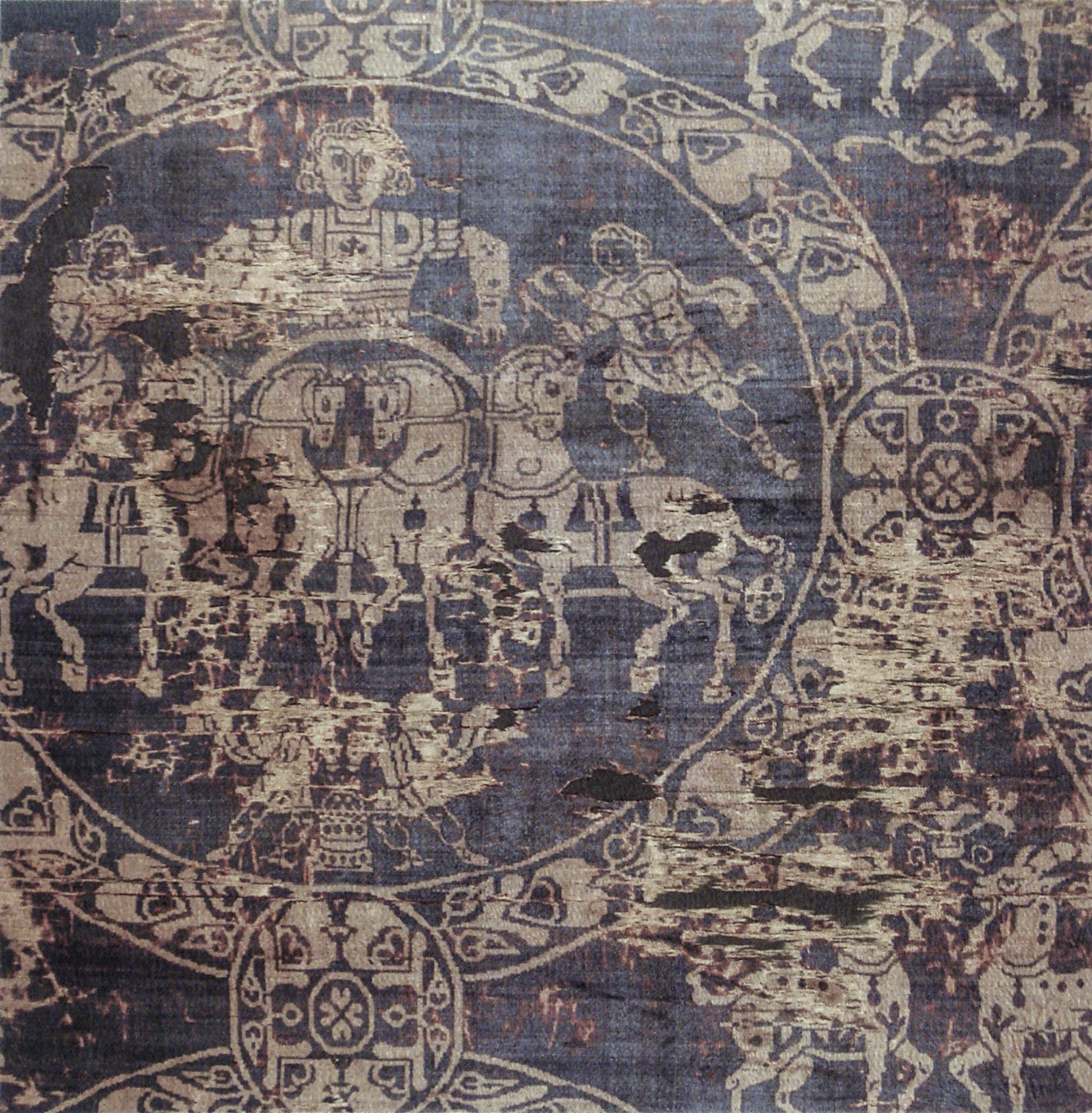
Византийское шёлковое полотно с изображениями квадриг. Найдено в гробнице Карла Великого

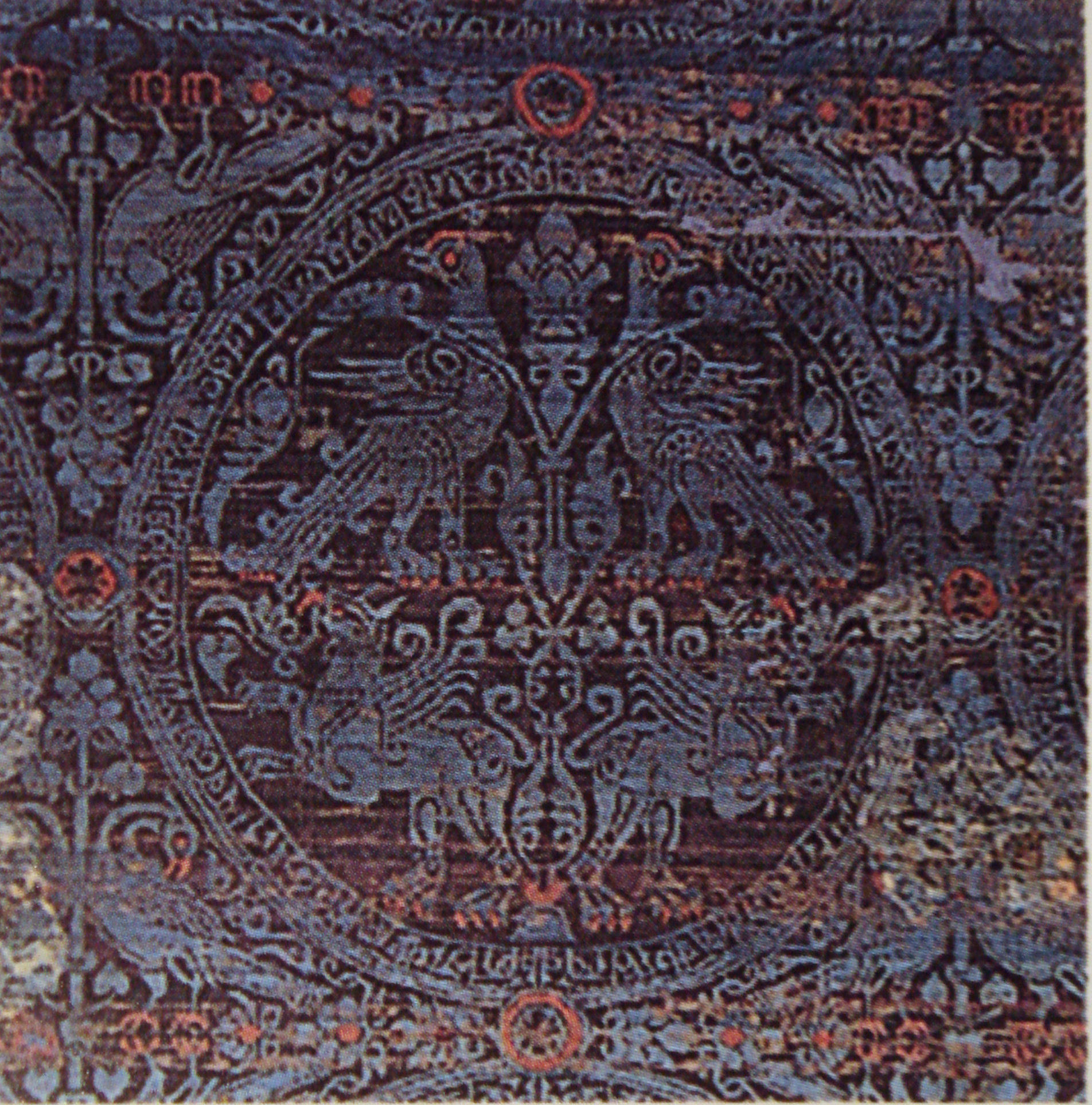
Саван святого Потентиана из византийского шёлка. XII век.

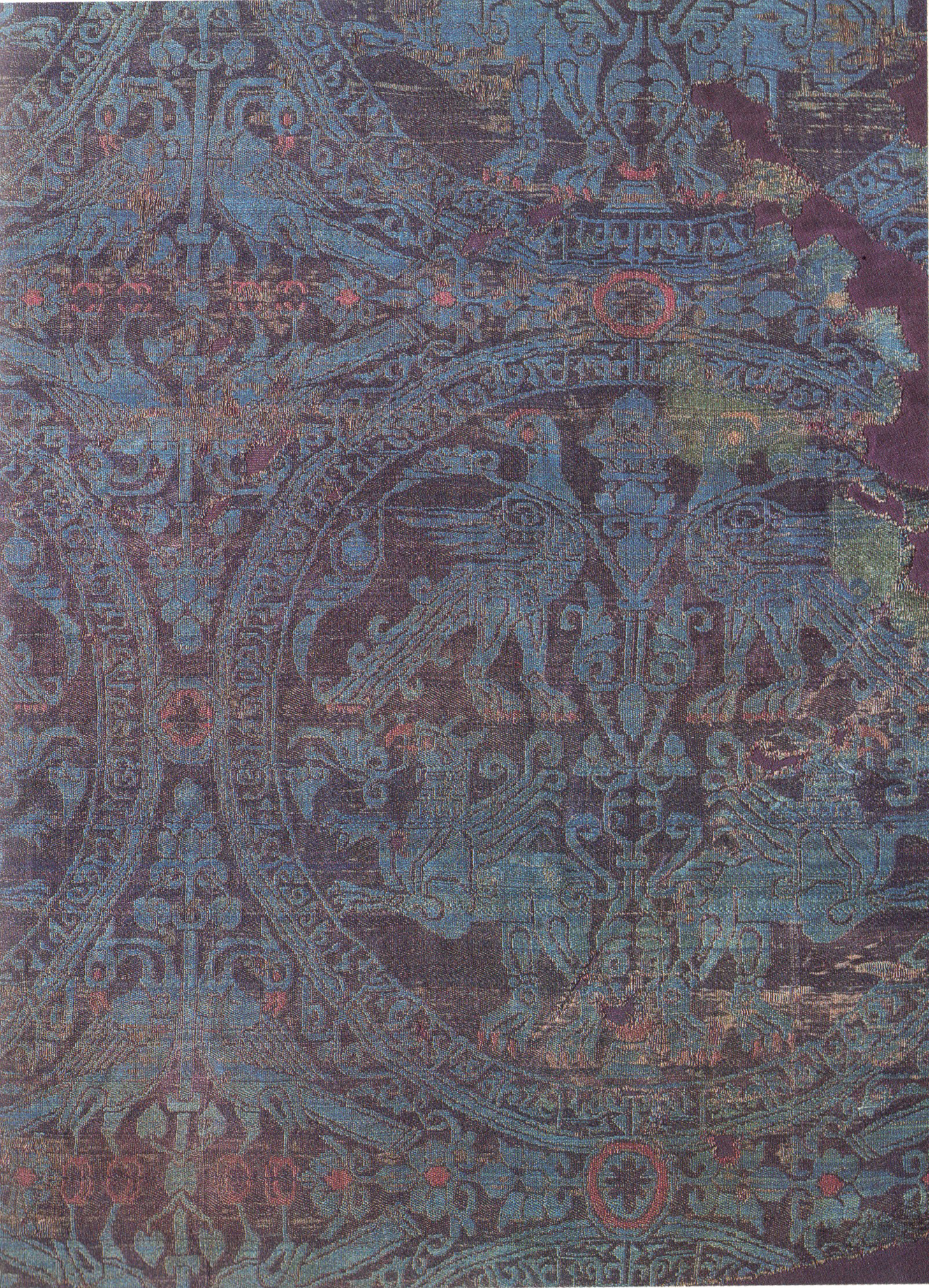
Византийский шёлк с рисунком птиц и грифонов в кругах.

Византийский шёлк — шёлк, спрядённый на территории Византийской империи. Торговля шёлком играла немалую роль в экономике империи; Константинополь был важнейшим центром шёлкопрядения в Европе. Сначала долгое время шёлк-сырец привозили из Китая, но после того, как гусениц шелкопрядов завезли в Европу, византийский шёлк полностью изготовлялся в Византии. В правление Юстиниана I шёлкопрядение стало монополией государства.
В течение всего Раннего Средневековья византийский шёлк считался лучшим в Европе. Он славился ярким цветом и изящными узорами.

## Развитие византийского шёлкопрядения
До раздела Римской империи шёлк (как шёлк-сырец, так и нитки и готовую ткань) привозили из Китая по Великому шёлковому пути, а технология шёлкопрядения оставалась для европейцев неизвестной. Но по приказу византийского императора Юстиниана I яйца тутовых шелкопрядов были тайно вывезены из Центральной Азии в 553—554 годах, что положило начало византийской индустрии шёлкопрядения.
Вскоре после контрабанды яиц шелкопряда из Китая несторианскими христианскими монахами византийский историк 6-го века Менандр Протектор пишет о том, как согдийцы пытались установить прямую торговлю китайским шелком с Византийской империей. После формирования союза с сасанидским правителем Хосровом I, чтобы победить эфталитов, к Истеми, правителю Тюркского каганата, прибыли согдийские купцы, требующие разрешения искать аудиенцию у шахиншаха Сасанидов за привилегию путешествовать по персидским территориям для торговли с византийцами. Истеми отказался от первой просьбы, но когда он санкционировал вторую, и посольство Согдианы послало к царю Сасанидов, последний из них был отравлен до смерти в посольстве. Маниах, согдийский дипломат, убедил Истеми послать посольство прямо в Константинополь, которое прибыло в 568 году и предложило не только шёлк в качестве подарка византийскому правителю Юстину II, но также предложило союз против Сасанидской Персии. Юстин II согласился и отправил посольство в Тюркский Каганат, гарантируя прямую торговлю шёлком, желаемую согдийцами. Однако даже при византийском производстве шелка, начиная с 6-го века, китайские сорта по-прежнему считались более качественными, что, возможно, подчеркивается открытием византийской монеты солида, отчеканенной во время правления Юстина II, найденного в династии Суй (581—618 гг. н. э.). Китайская гробница провинции Шаньси в 1953 году, среди других византийских монет, найденных в разных местах. Согласно китайским историям, византийцы (то есть «Фу-линь»), поддерживая более раннюю римскую дипломатическую традицию в Китае, также отправили несколько посольств ко двору китайской династии Тан (618—907 гг. н. э.) и однажды династия Сун (960—1279), предлагая экзотические подарки, такие как стеклянные изделия, демонстрируя постоянный интерес к китайской шёлковой торговле. Византийский историк 7-го века Феофилакт Симокатта представил довольно точное изображение Китая, его географию, воссоединение династии Суй (581—618) и даже назвал его правителя Таиссоном «Сыном Божьим», возможно, также полученным из имени Императора Тан Тайцзуна (р. 626—649). Современные китайские источники, а именно Старая и Новая Книга Тан, также изображали город Константинополь и как он был осаждён Муавией I (основателем Омейядского халифата), который впоследствии потребовал дань.
Существовало несколько типов шёлка. Шёлк, спрядённый просто, был известен ещё в Римской империи; также с середины III века в восточной части империи активно продавались украшенные замысловатым геометрическим узором шелка из Дамаска. К началу VII века был разработан твилл, и именно он стал основным типом византийского шёлка на последующие несколько столетий. Примерно в 1000 году в моду вошла монохромная лампасная ткань. Сохранились и некоторые гобелены из византийского шёлка.
Всегда очень ценился пурпурный шёлк, использовавшийся только богатыми людьми. Среди других красок для византийского шёлка основными были ализариновый красный, кермес, индиго и лютеолин (в листьях резеды жёлтенькой). Золотые узоры получались в результате помещения позолоченных серебристых лент на шёлковую основу.
Византийский шёлк V—VI веков выполнен в технике уток и расшит двуцветными узорами из мелких изображений (сердечек, пальметт и др.). Позже появляются более крупные изображения растений (например, лотосов) и людей. В VIII—IX веках на шёлковых тканях часто рядами изображались большие круги, вышивка внутри которых была симметрична по вертикальной оси. Многие мотивы изображений были заимствованы из исламской культуры (среди них древо жизни, крылатые кони, прочие различные мифологические существа). До сих пор неизвестно, являются ли некоторые узоры византийского шёлка византийскими или возникшими под влиянием культуры исламских государств.
Модными были изображения развлечений императорского двора, например, охоты или гонок колесниц.

## Торговля шёлком
Из пяти типов спрядённого византийского шёлка (простого, твилла, дамасского, лампасного и гобелена) наиболее известным был твилл, выполненный в технике уто́к, иначе называемый тяжёлым шёлком или самитом (от др.-греч. ἑξάμιτον → лат. examitum → старофр. samit, «шесть ниток», термин, использовавшийся для обозначения шести клубков для основы). При прядении тяжёлого шёлка основные нити были полностью закрыты утком.
Тяжёлый шёлк в период между VI и XII веками был в буквальном смысле на вес золота: если византийские послы передавали иностранцам самит, им платили сумму в золотых монетах, например, франках, весившая столько, сколько приобретённая ткань. Византийцы, у которых был тяжёлый шёлк, считались богачами. Морская торговля шёлком немало значила при заключении византийцами договоров с итальянскими морскими республиками Венеция, Пиза, Генуя и Амальфи.
Византийский шёлк ныне находится по всей Европе, вплоть до Великобритании, куда его привозили из Рима и Галлии ещё с VII века. Иногда письменные свидетельства не указывают, откуда именно была закуплена в ту или иную страну ткань, но особенности текстуры и дизайна позволяют учёным определить византийский шёлк.

## Гобелены и вышивки

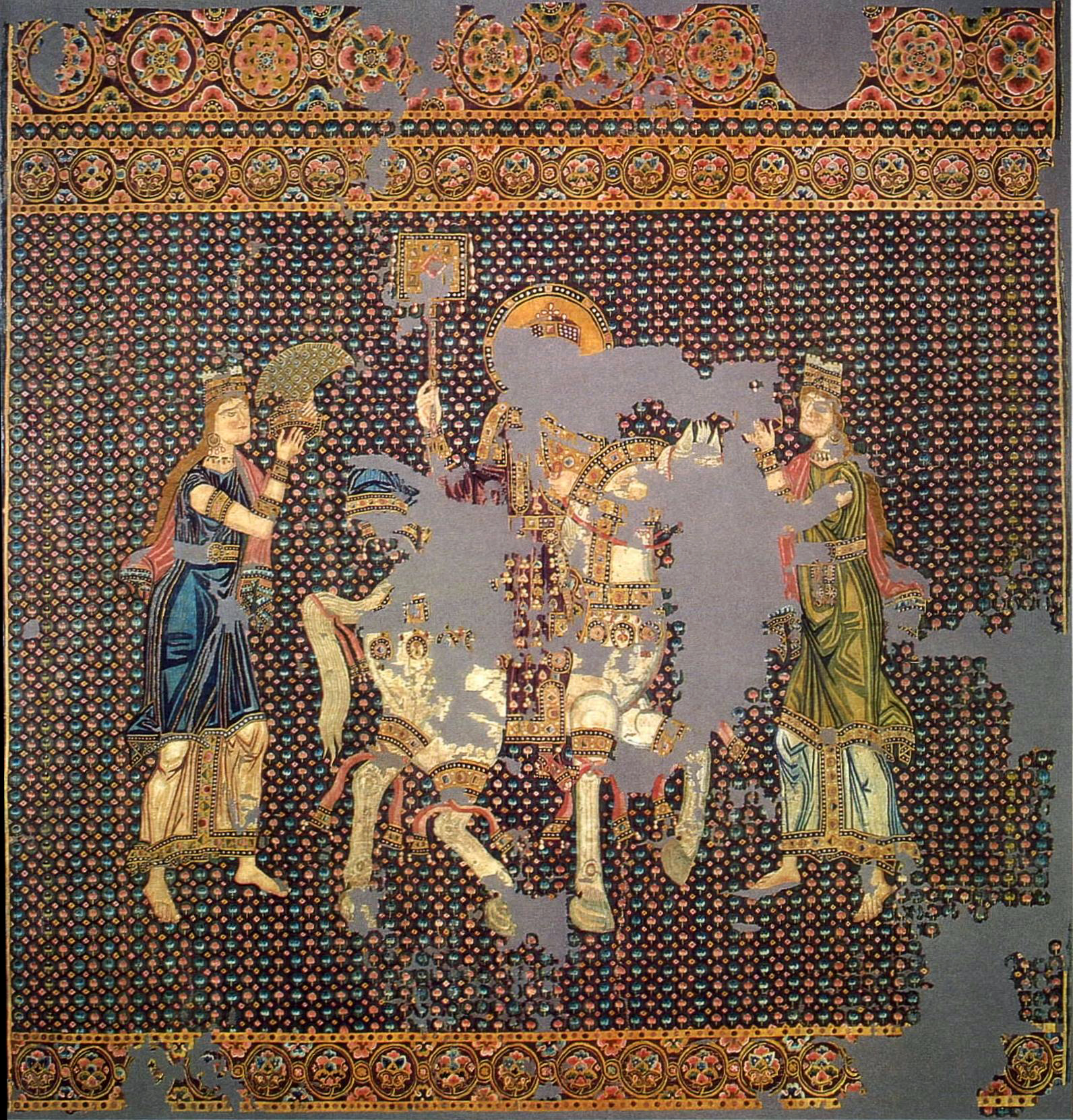
Гобелен Гюнтера. Примерно 970 год

Византийские мастера были, кроме прочего, известны производством гобеленов и вышивок. Самым известным из византийских шёлковых гобеленов считается так называемый Гюнтертух, купленный епископом Гюнтером Бамбергским во время паломничества в Константинополь. Не окончив путешествия, епископ умер, и гобелен был использован как его саван.
Византийская техника вышивки сильно повлияла на технику вышивки других стран, например, Англии.
Религиозная тематика вышивки (даже вышивки светской одежды) была очень популярна. Этим были недовольны многие священники, например, святой Астерий Амасийский.
Впрочем, гобеленов и вышивки из Византии почти не сохранилось. Единственный крупный византийский гобелен, дошедший до наших дней — Ковёр из Байё, но он не шёлковый.

## Упадок
В 1147 году во время Второго крестового похода Рожер II, король Сицилии, напал на Коринф и Фивы, два важных центра византийской шёлковой промышленности, и захватил в плен всех ткачей, чтобы самому организовать изготовление шёлка в Палермо и Калабрии. После Четвёртого крестового похода шёлковая индустрия Византии пришла в полный упадок и стала обеспечивать лишь местный рынок, а монополия на шёлк перешла к Сицилии, Лукке и Венеции.